# Churuquita Grande
Churuquita Grande se ubica en la provincia de Coclé, en la parte central del país, a 90 km al suroeste de Panamá la capital del país. A 190 metros sobre el nivel del mar se encuentra en Churuquita Grande y tiene 1685 habitantes.
El área alrededor de Churuquita Grande es bastante variada. El punto más alto de la zona es de 420 metros de altura y 2,9 km al oeste de Churuquita Grande. Hay alrededor de 48 personas por kilómetro cuadrado alrededor de la población relativamente pequeña de Churuquita Grande. La ciudad más grande más cercana es Penonomé, 13,4 km al suroeste de Churuquita Grande. El campo alrededor de Churuquita Grande está casi completamente cubierto.